# Tobolsk
Tobolsk [tobólsk] (rusko Тобо́льск, tatarsko Tubıl) je mesto ob sotočju rek Tobol in Irtiš v Tjumenski oblasti v Sibiriji v Rusiji. Leta 2010 je imelo 103.081 prebivalce, leta 2019 pa 98.857.